# 음력 2월 7일
음력 2월 7일은 음력 2월의 7번째 날이다.

## 문화
- 2012년 - ITX-청춘 열차가 운행을 시작함.

## 탄생
- 1978년 - 대한민국의 희극인 정형돈.
- 1983년 - 대한민국의 래퍼 아웃사이더.

## 사망
- 1595년 - 일본 센고쿠 시대 무장 가모 우지사토
- 1718년 - 조선 20대 국왕 경종의 정비 단의왕후

## 같이 보기
- 음력 360일: 1월 2월 3월 4월 5월 6월 7월 8월 9월 10월 11월 12월
- 전날:2월 6일 다음날:2월 8일 - 전달:1월 7일 다음달:3월 7일
- 양력:2월 7일
- 음력, 윤달